# Witte moskee

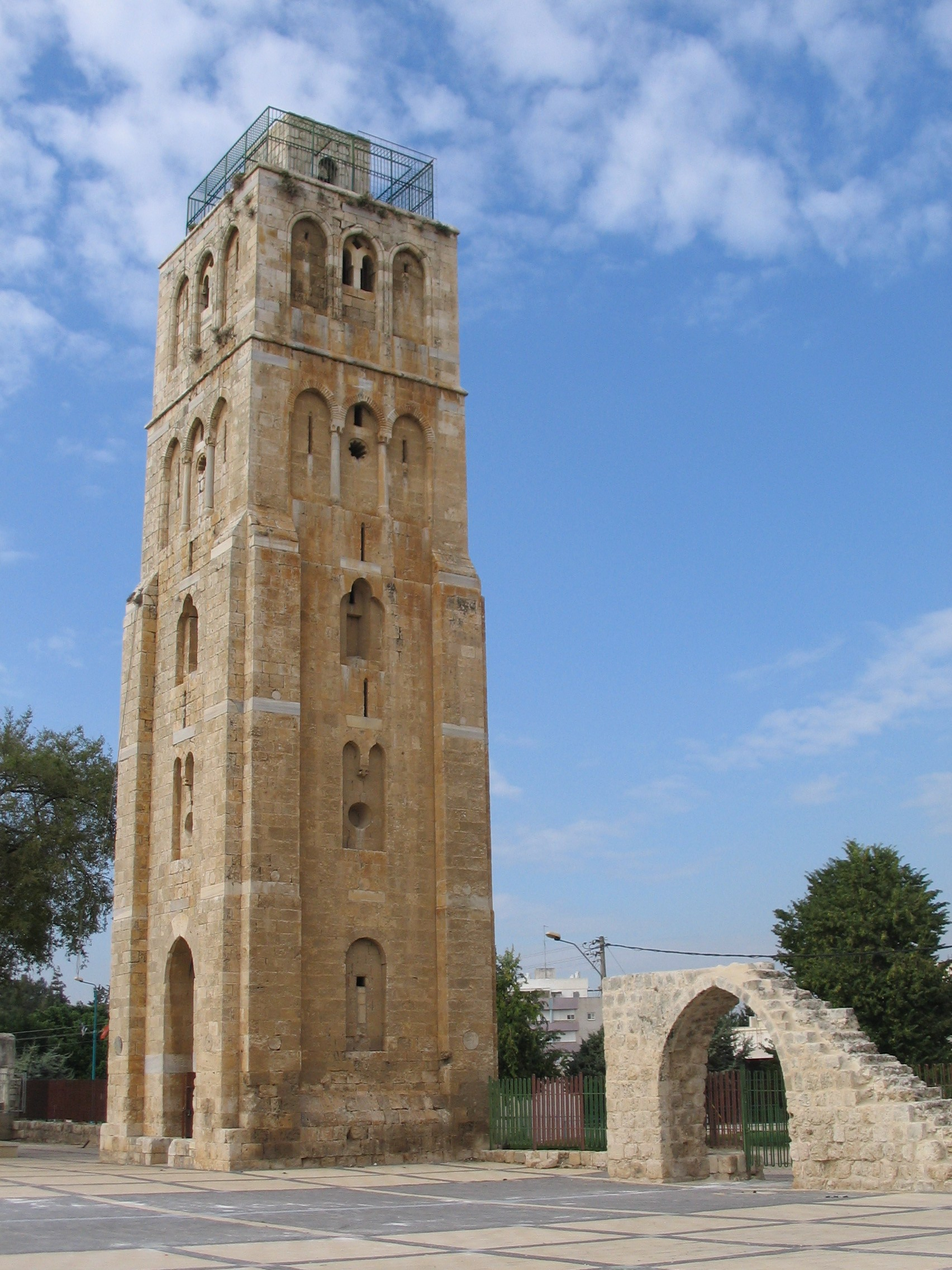
De 'witte toren', de minaret van de moskee

De Witte moskee (Arabisch: المسجد الأبيض, a-Masjid al-Abyad, Hebreeuws: המסגד הלבן, haMisgad haLavan) is een moskee in de stad Ramla in Israël. Alleen de minaret is nog over. De moskee is gebouwd ten tijde van de Omajjaden onder Sulayman ibn Abd al-Malik en werd na diens dood afgemaakt door Walid II. Volgens de lokale islamitische traditie, was in het noordwestelijke deel van de moskee het schrijn van de islamitische profeet Salih.